# Peperomia infralutea
Peperomia infralutea är en pepparväxtart som beskrevs av Trel. & Yunck.. Peperomia infralutea ingår i släktet peperomior, och familjen pepparväxter. Inga underarter finns listade i Catalogue of Life.